# Emmanuel Mwape
Emmanuel Mwape (Luanshya, 6 gennaio 1950 – 8 aprile 1991) è stato un calciatore zambiano, di ruolo portiere. Anche il fratello Kenny Mwape è stato un calciatore professionista..

## Carriera

### Club
Ha militato dal 1967 al 1977 nella squadra della sua città natale, il Roan Utd. Nel 1977 viene ingaggiato dal Rhokana United, dal 1981 Nkana Red Devils, con cui vinse il campionato 1982.

### Nazionale
Mwepe ha avuto una lunghissima militanza nella nazionale di calcio dello Zambia, disputando 50 incontri con i Chipolopolo tra il 1972 ed il 1982. Con la sua nazionale raggiunse la finale della Coppa delle nazioni africane 1974, giocando anche la gara di ripetizione da titolare, persa contro lo Zaire. Nella Coppa delle nazioni africane 1982 raggiunse con la sua nazionale il terzo posto, battendo nella finalina l'Algeria.

## Palmarès

### Calciatore
- Campionato zambiano: 1

Nkana red Devils: 1982